# Hästevik
Hästevik är en bebyggelse i Torslanda socken i Göteborgs kommun, Västra Götalands län. Området avgränsades före 2015 till en småort för att därefter räknas som en del av tätorten Björlanda och Torslanda.